# Bernex (Haute-Savoie)
Bernex település Franciaországban, Haute-Savoie megyében. Lakosainak száma 1450 fő (2022. január 1.). Bernex Lugrin, Chevenoz, Novel, Saint-Paul-en-Chablais, Thollon-les-Mémises, Vacheresse és Vinzier községekkel határos.

## Népesség
A település népességének változása:
| Lakosok száma | 1236 | 1266 | 1336 | 1352 | 1364 | 1384 | 1407 | 1428 | 1450 |
|               | 2013 | 2015 | 2016 | 2017 | 2018 | 2019 | 2020 | 2021 | 2022 |